# Ivan Aulin
Ivan Aulin, född 31 mars 1909 i Anderslövs församling, Malmöhus län, död 12 januari 1974 i Malmö, var en svensk elektroingenjör. Han var far till Tor M. Aulin. 
Aulin, som var son till överlärare Per Aulin och Elin Holmquist, avlade studentexamen i Malmö 1934, avlade civilingenjörsexamen vid Chalmers tekniska högskola 1939 och blev teknologie licentiat 1953 på avhandlingen Om stållinors livslängd. Han var ingenjör vid Aga 1939, blev lärare vid tekniska gymnasiet i Malmö 1940 och var lektor i elektroteknik där från 1959. Han tjänstgjorde vid marinförvaltningen 1944–1945 och var byggnadsnämndens i Malmö hissbesiktningsman från 1946. Han skrev även Hydromekanik (för Hermods).